# ایتالیا در المپیک تابستانی ۱۹۰۰
ایتالیا در بازی‌های المپیک تابستانی ۱۹۰۰ که در شهر پاریس فرانسه برگزار شد، کاروان ایتالیا با ۲۴ ورزشکار در این رقابت‌ها شرکت کرد و موفق به کسب ۴ مدال (۲ طلا، ۲ نقره، ۰ برنز) شد. در جدول رتبه‌بندی توزیع مدال‌ها، ایتالیا در ردهٔ ۸ مسابقات قرار گرفت.